# مهرجان المناطيد

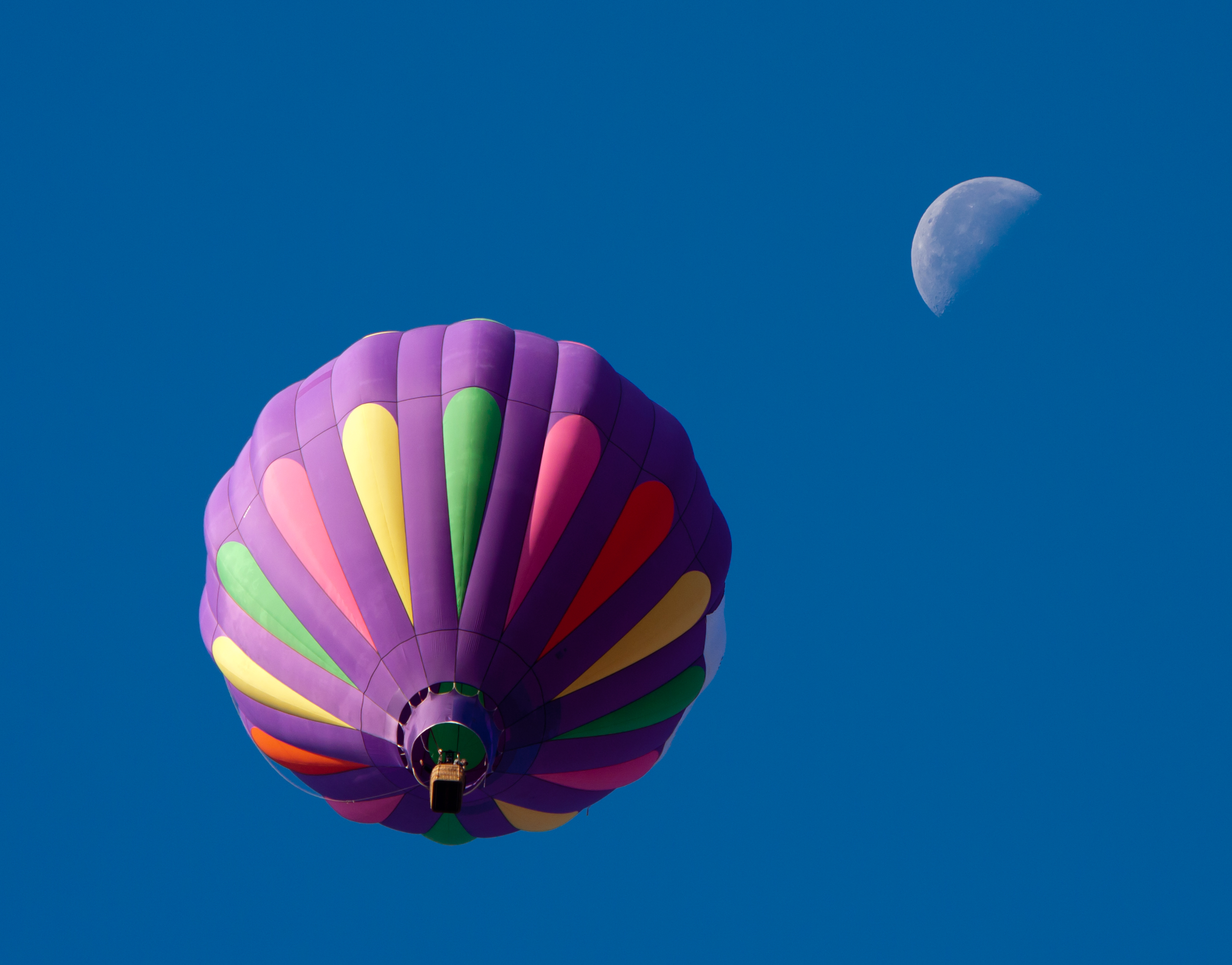
منطاد هوائي.

مهرجان المناطيد هي فعالية بمائة منطاد هوائي، واستمرت لمدة عشر أيام متتالية في يناير 2020م في سماء المملكة العربية السعودية، العلا.

## تفاصيل
ويتراوح طول المنطاد الواحد بين ١٥ إلى ٢٥ مترا، وعند الإنطلاق تصعد جميعها معا في الهواء، ثم تنساب مع الرياح فوق صخور العلا التاريخية، وفي خلفية هذا المنظر، يظهر تاريخ الحضارات على سفوح جبال العلا التي تعود إلى آلاف السنين لتضفي على المشهد جمالًا يتعدى حدود الخيال.

## طريقة العمل
تعمل المناطيد من خلال ضخ الهواء الساخن عبر فوهتها باستخدام مشعل البروبان، ويُصنع غلاف المنطاد من قماش إصطناعي مغطى بطبقات متعددة من اليوريتان لتخفيف كمية تسرب الهواء، وتتعلق بالمنطاد سلة كبيرة تحمل الملّاح والركاب ويتم نفخ المنطاد على مرحلتين تبدأ بضخ الهواء البارد إلى داخله بعد بسطه أفقياً على الأرض بواسطة مروحة كبيرة، ومن ثم يستخدم مشعل البروبان لضخ الهواء الساخن في الغلاف المنتفخ جزئيا، الذي يعمل بدوره على رفع المنطاد إلى الوضعية العمودية، ليصبح جاهزا للإنطلاق.
ويتحكم الملاح في علو المنطاد من خلال ضخ المزيد من الهواء الساخن فيه أو تركه ليبرد وفتح فوهة في أعلى المنطاد ليخرج الهواء الساخن منها في حال الرغبة بالهبوط. ويحمل المنطاد ما يكفي من البروبان ليبقى محلقا بضع ساعات على إرتفاع لا يزيد عن ٦٠٠ متر، ولا يمكن التحكم في الإتجاه الذي يسلكه المنطاد فهو ينساب مع النسيم، يتطلب كل منطاد فريق عمل على الأرض مؤلفاً عادة من أربعة إلى ثمانية أشخاص.